# أوتو دوق النمسا
أوتو البشوش (23 يوليو 1301 - 17 فبراير 1339)؛ كان فرداً من آل هابسبورغ العريقة، بحيث كان دوق النمسا وستيريا منذ 1330، ودوق كارينثيا منذ 1335، وذلك بالمشاركة مع شقيقه الأكبر سناً ألبرخت الحكيم.

## السيرة الذاتية
ولد أوتو في فيينا فهو الابن الأصغر لـ ألبرخت الأول ملك ألمانيا وزوجته إليزابيث من غوريتسيا-تيرول، أخوته الكبار هم رودولف (توفي.1307) أصبح ملك بوهيميا منذ 1306، وفريدرخ الوسيم (توفي.1330) الذي انتخب كملك الرومان في 1314 مع ذلك نافسه ابن عمته لويس من فيتلسباخ في اللقب، وكذلك ليوبولد الأول وألبرخت الثاني وهاينرخ اللطيف الذي تم أسره مع شقيقه فريدرخ في 1322، وأيضا أصبحت إحدى شقيقاته قرينة أندراس الثالث ملك المجر.
بعد اغتيال والده في 1308 من قبل ابن عمه يوهان بارسيدا، خسرت العائلة اللقب الملكي الذي ذهب لصالح أسرة لوكسمبورغ، ومع ذلك عاد إلى أسرة مع 1314 إلا أن تم منافستهم بشدة من أسرة فيتلسباخ، تعرض أسرته إلى هزيمة قاسية مع 1322 في المعركة التي أُسر فيها اثنين من أشقائه، أُطلق سراحهم في 1325، وأخيراً بعد أن المصالحة بين أسرتين تزوج أوتو من ابنة ستيفن الأول دوق بافاريا، وفي 1327 أسس دير نيوبرغ في ستيريا بمناسبة ولادة ابنه الأول، وأيضا كنيسة القديس جورج في فيينا، مع وفاة زوجته إليزابيث في 1330 دفنت في دير نيوبرغ.
منذ 1329 فصاعداً بدأ أوتو يدير ممتلكات الأسرة في شوابيا خلفاً لشقيقه الأكبر ليوبولد الذي توفي في 1326، ومع 1330 أصبح أخيراً دوق النمسا وستيريا بعد وفاة شقيقه الأكبر فريدرخ، ومع ذلك كان عليه مشاركة اللقب مع شقيقه الآخر ألبرخت، وأيضا أصبح منذ 1328 نائب الإمبراطوري، وأيضا التقرب من آل لوكسمبورغ المنافسة لأسرته وذلك من خلال زواجه في فبراير 1335 من ابنة الصغرى لـ يان ملك بوهيميا في مدينة زنويمو الملكية في مورافيا.
وأيضا في 1335 توفي خاله هاينرخ دوق كارينثيا دون وريث ذكر، مما أدى إلى صراع مع أسرة لوكسمبورغ إلا أن الإمبراطور لودفيغ الرابع حسم المسألة لصالح هابسبورغ، مضافاً لها كارنيولا وأيضا الجزء الجنوبي من تيرول، وبذلك تم تنصيبه كدوق كارينثيا التي أصبحت الآن تحت إدارته، توفي أوتو في 1339 عن عمر يناهز السابعة والثلاثون عاماً، وخلفه ابنيه معاً إلا أنهم توفوا في 1344 في ظروف غامضة، وانقرضت سلالته.

## الزواج والذرية
في 15 مايو 1315 تزوج أوتو من إليزابيث (1306 - 25 مارس 1330)؛ ابنة ستيفن الأول دوق بافاريا السفلى وجوتا من شيفنيتسا سليلة أسرة بياست البولندية، أنجبت له:-
- فريدرخ الثاني دوق النمسا (10 فبراير 1327 - 11 ديسمبر 1344).
- ليوبولد الثاني دوق النمسا (1328 - 10 أغسطس 1344).

ظل أوتو لمدة خمسة سنوات أرملاً، حتى زواجه في 16 فبراير 1335 من آنا (27 مارس 1323 - 3 سبتمبر 1338)؛ هي الابنة الصغرى لـ يان ملك بوهيميا وإليزابيث من بوهيميا، هي شقيقة في المستقبل الإمبراطور كارل الرابع، مع ذلك لم يكن لديهم أبناء، توفيت آنا قبل زوجها بعام.
وكما يعتقد أنه لديه أربعة أبناء غير شرعيين، أسماء والداتهم غير معروفة.